# دم‌خاری تاج‌ساده
دم‌خاری تاج‌ساده (نام علمی: Synallaxis gujanensis) گونه‌ای از پرندگان در زیرتیرهٔ Furnariinae از تیرهٔ تنورمرغان (Furnariidae) است که در بولیوی، برزیل، کلمبیا، اکوادور، گویان فرانسه، گویان، پرو، سورینام و ونزوئلا یافت می‌شود.